# Samuel Gaze
Samuel Gaze (Tokoroa, 12 de diciembre de 1995) es un deportista neozelandés que compite en ciclismo de montaña en la disciplina de campo a través; aunque también disputa carreras en ruta.
Ganó cuatro medallas en el Campeonato Mundial de Ciclismo de Montaña entre los años 2015 y 2023. Además, obtuvo una medalla de oro en el Campeonato Mundial de Ciclismo de Montaña en Maratón de 2022.
Participó en dos Juegos Olímpicos de Verano, en los años 2016 y 2024, ocupando el sexto lugar en París 2024, en la prueba individual.

## Medallero internacional
| Campeonato Mundial | Campeonato Mundial    | Campeonato Mundial | Campeonato Mundial   |
| Año                | Lugar                 | Medalla            | Competición          |
| ------------------ | --------------------- | ------------------ | -------------------- |
| 2015               | Vallnord (Andorra)    | Medalla de plata   | Eliminación          |
| 2022               | Les Gets (Francia)    | Medalla de oro     | Campo a través corto |
| 2023               | Glasgow (Reino Unido) | Medalla de oro     | Campo a través corto |
| 2023               | Glasgow (Reino Unido) | Medalla de plata   | Campo a través       |

| Campeonato Mundial | Campeonato Mundial    | Campeonato Mundial | Campeonato Mundial |
| Año                | Lugar                 | Medalla            | Competición        |
| ------------------ | --------------------- | ------------------ | ------------------ |
| 2022               | Haderslev (Dinamarca) | Medalla de oro     | Campo a través     |

## Resultados en Grandes Vueltas
| Carrera | Carrera         | 2020 | 2021 | 2022 | 2023 | 2024 |
| ------- | --------------- | ---- | ---- | ---- | ---- | ---- |
|         | Giro de Italia  | —    | —    | —    | —    | —    |
|         | Tour de Francia | —    | —    | —    | —    | —    |
|         | Vuelta a España | —    | —    | —    | Ab.  | —    |

| —: No participó | Ab: Abandono |

## Equipos
- Deceuninck-Quick Step (stagiare) (2019)
- Alpecin-Fenix (2020)
- Alpecin-Fenix Development Team (2021)
- Alpecin (2022-)
  - Alpecin-Fenix (01/2022-06/2022)
  - Alpecin-Deceuninck (07/2022-)